# Campionato Interregionale 1989-1990
Il Campionato Interregionale 1989-1990 fu la 42ª edizione del campionato di categoria e il V livello del calcio italiano.

## Stagione

### Aggiornamenti
A inizio stagione le seguenti società non si iscrissero al campionato:
- Sorso (neo retrocessa)
- Levanto
- Tombolo
- Nardò
- Paganese

Per far fronte a questa carenza di organico la L.N.D. ha riammesso al Campionato Interregionale: Centro del Mobile, Massafra e Nuorese.
L'Iris Borgoticino si è fusa con la Oleggio Sportiva, retrocessa nella passata stagione, a dare l'"Iris Oleggio".

## Girone A
La Pegliese è una compagine di Genova.
La Carcarese è una compagine di Carcare.

### Classifica finale
|  | Pos. | Squadra         | Pt | G  | V  | N  | P  | GF | GS | DR  |
|  | ---- | --------------- | -- | -- | -- | -- | -- | -- | -- | --- |
|  | 1.   | Fiorenzuola     | 45 | 34 | 16 | 13 | 5  | 45 | 23 | +22 |
|  | 2.   | Vogherese       | 44 | 34 | 16 | 12 | 6  | 47 | 29 | +18 |
|  | 2.   | Valenzana       | 44 | 34 | 14 | 16 | 4  | 39 | 24 | +15 |
|  | 4.   | Bra             | 42 | 34 | 15 | 12 | 7  | 47 | 33 | +14 |
|  | 5.   | Savona          | 41 | 34 | 15 | 11 | 8  | 42 | 23 | +19 |
|  | 6.   | Saviglianese    | 40 | 34 | 14 | 12 | 8  | 43 | 28 | +15 |
|  | 7.   | Fanfulla        | 37 | 34 | 12 | 13 | 9  | 34 | 23 | +11 |
|  | 8.   | Acqui           | 35 | 34 | 11 | 13 | 10 | 38 | 33 | +5  |
|  | 9.   | Pegliese        | 33 | 34 | 10 | 13 | 11 | 29 | 34 | -5  |
|  | 10.  | Mondovì         | 32 | 34 | 11 | 10 | 13 | 40 | 41 | -1  |
|  | 10.  | Sant'Angelo     | 32 | 34 | 11 | 10 | 13 | 40 | 43 | -3  |
|  | 10.  | Crema           | 32 | 34 | 11 | 10 | 13 | 36 | 43 | -7  |
|  | 13.  | Ventimigliese   | 31 | 34 | 9  | 13 | 12 | 31 | 38 | -7  |
|  | 14.  | Sammargheritese | 30 | 34 | 10 | 10 | 14 | 26 | 32 | -6  |
|  | 15.  | Carcarese       | 29 | 34 | 6  | 17 | 11 | 25 | 37 | -12 |
|  | 16.  | Pontedecimo     | 28 | 34 | 10 | 8  | 16 | 29 | 43 | -14 |
|  | 17.  | Vado            | 22 | 34 | 5  | 12 | 17 | 21 | 47 | -26 |
|  | 18.  | Albenga         | 15 | 34 | 3  | 9  | 22 | 15 | 53 | -38 |

Legenda:
      Promosso in Serie C2 1990-1991.
      Retrocessa in Promozione 1990-1991.
Regolamento:
Due punti a vittoria, uno a pareggio, zero a sconfitta.
Pari merito in caso di pari punti.
Spareggio in caso di pari punti in zona promozione e/o retrocessione.

## Girone B
Il Nizza Millefonti è una compagine di Torino.

### Classifica finale
|  | Pos. | Squadra          | Pt | G  | V  | N  | P  | GF | GS | DR  |
|  | ---- | ---------------- | -- | -- | -- | -- | -- | -- | -- | --- |
|  | 1.   | Saronno          | 48 | 34 | 18 | 12 | 4  | 46 | 18 | +28 |
|  | 2.   | Biellese (-1)    | 47 | 34 | 18 | 12 | 4  | 43 | 20 | +23 |
|  | 3.   | Bellinzago       | 46 | 34 | 15 | 16 | 3  | 38 | 11 | +27 |
|  | 4.   | Pro Patria       | 45 | 34 | 14 | 17 | 3  | 36 | 18 | +18 |
|  | 5.   | Nizza Millefonti | 41 | 34 | 15 | 11 | 8  | 55 | 30 | +25 |
|  | 6.   | Aosta            | 40 | 34 | 13 | 14 | 7  | 32 | 23 | +9  |
|  | 7.   | Mariano          | 39 | 34 | 14 | 11 | 9  | 30 | 31 | -1  |
|  | 8.   | Corbetta         | 37 | 34 | 10 | 17 | 7  | 30 | 22 | +8  |
|  | 9.   | Virtus Binasco   | 34 | 34 | 9  | 16 | 9  | 28 | 23 | +5  |
|  | 10.  | Pro Lissone      | 32 | 34 | 10 | 12 | 12 | 34 | 35 | -1  |
|  | 11.  | Verbania         | 31 | 34 | 9  | 13 | 12 | 34 | 32 | +2  |
|  | 11.  | Pinerolo         | 31 | 34 | 9  | 13 | 12 | 29 | 34 | -5  |
|  | 13.  | Rivoli SeBa      | 30 | 34 | 9  | 12 | 13 | 32 | 40 | -8  |
|  | 14.  | Seregno          | 28 | 34 | 9  | 10 | 15 | 33 | 55 | -22 |
|  | 15.  | Gravellona       | 26 | 34 | 7  | 12 | 15 | 27 | 38 | -11 |
|  | 16.  | Iris Oleggio     | 23 | 34 | 5  | 13 | 16 | 29 | 46 | -17 |
|  | 17.  | Vigevano         | 21 | 34 | 4  | 13 | 17 | 21 | 46 | -25 |
|  | 18.  | Saint-Vincent    | 12 | 34 | 2  | 8  | 24 | 19 | 74 | -55 |

Legenda:
      Promosso in Serie C2 1990-1991.
      Retrocessa in Promozione 1990-1991.
Regolamento:
Due punti a vittoria, uno a pareggio, zero a sconfitta.
Pari merito in caso di pari punti.
Spareggio in caso di pari punti in zona promozione e/o retrocessione.
Note:
La Biellese ha scontato 1 punto di penalizzazione.

## Girone C
La Nova Gens è una rappresentativa della città di Noventa Vicentina.
La Rotaliana è una rappresentativa della città di Mezzolombardo.

### Classifica finale
|  | Pos. | Squadra              | Pt | G  | V  | N  | P  | GF | GS | DR  |
|  | ---- | -------------------- | -- | -- | -- | -- | -- | -- | -- | --- |
|  | 1.   | Leffe                | 57 | 34 | 24 | 9  | 1  | 63 | 13 | +50 |
|  | 2.   | Lecco                | 54 | 34 | 26 | 2  | 6  | 60 | 21 | +39 |
|  | 3.   | Rovereto             | 49 | 34 | 20 | 9  | 5  | 64 | 28 | +36 |
|  | 4.   | Stezzanese           | 44 | 34 | 17 | 10 | 7  | 51 | 29 | +22 |
|  | 5.   | Rovigo               | 40 | 34 | 11 | 18 | 5  | 36 | 24 | +12 |
|  | 6.   | Darfo Boario         | 38 | 34 | 14 | 10 | 10 | 55 | 29 | +26 |
|  | 6.   | Bassano Virtus       | 38 | 34 | 14 | 10 | 10 | 41 | 36 | +5  |
|  | 8.   | Thiene               | 37 | 34 | 13 | 11 | 10 | 47 | 40 | +7  |
|  | 9.   | Schio                | 34 | 34 | 10 | 14 | 10 | 33 | 30 | +3  |
|  | 10.  | Benacense 1905       | 30 | 34 | 8  | 14 | 12 | 29 | 40 | -11 |
|  | 10.  | Romanese             | 30 | 34 | 10 | 10 | 14 | 27 | 39 | -12 |
|  | 12.  | Lumezzane            | 29 | 34 | 11 | 7  | 16 | 38 | 51 | -13 |
|  | 13.  | Bolzano              | 28 | 34 | 5  | 18 | 11 | 27 | 36 | -9  |
|  | 14.  | Brembillese          | 27 | 34 | 6  | 15 | 13 | 19 | 35 | -16 |
|  | 15.  | Chioggia Sottomarina | 25 | 34 | 8  | 9  | 17 | 21 | 40 | -19 |
|  | 16.  | Brugherio            | 24 | 34 | 5  | 14 | 15 | 26 | 39 | -13 |
|  | 17.  | Nova Gens            | 17 | 34 | 4  | 9  | 21 | 17 | 52 | -35 |
|  | 18.  | Rotaliana            | 11 | 34 | 1  | 9  | 24 | 23 | 95 | -72 |

Legenda:
      Promosso in Serie C2 1990-1991.
      Retrocessa in Promozione 1990-1991.
Regolamento:
Due punti a vittoria, uno a pareggio, zero a sconfitta.
Pari merito in caso di pari punti.
Spareggio in caso di pari punti in zona promozione e/o retrocessione.
Note:
Il Lecco è stato poi ammesso in Serie C2 1990-1991 a completamento organici.

## Girone D
Il Centro del Mobile è una compagine della città di Brugnera.

### Classifica finale
|  | Pos. | Squadra           | Pt | G  | V  | N  | P  | GF | GS | DR  |
|  | ---- | ----------------- | -- | -- | -- | -- | -- | -- | -- | --- |
|  | 1.   | Pievigina         | 47 | 34 | 15 | 17 | 2  | 46 | 16 | +30 |
|  | 2.   | Pro Gorizia       | 44 | 34 | 17 | 10 | 7  | 46 | 26 | +20 |
|  | 3.   | Sandonà           | 42 | 34 | 15 | 12 | 7  | 45 | 31 | +14 |
|  | 4.   | Caerano           | 40 | 34 | 11 | 18 | 5  | 47 | 25 | +22 |
|  | 4.   | Venezia           | 40 | 34 | 12 | 16 | 6  | 28 | 18 | +10 |
|  | 6.   | Montebelluna      | 39 | 34 | 12 | 15 | 7  | 30 | 21 | +9  |
|  | 7.   | Centro del Mobile | 36 | 34 | 12 | 12 | 10 | 25 | 20 | +5  |
|  | 8.   | Ponte di Piave    | 35 | 34 | 11 | 13 | 10 | 36 | 33 | +3  |
|  | 9.   | Giorgione         | 34 | 34 | 11 | 12 | 11 | 30 | 29 | +1  |
|  | 10.  | Conegliano        | 32 | 34 | 7  | 18 | 9  | 28 | 32 | -4  |
|  | 11.  | Sacilese          | 31 | 34 | 9  | 13 | 12 | 24 | 31 | -7  |
|  | 11.  | Fulgor Salzano    | 31 | 34 | 8  | 15 | 11 | 30 | 38 | -8  |
|  | 11.  | Monfalcone        | 31 | 34 | 7  | 17 | 10 | 30 | 43 | -13 |
|  | 14.  | Opitergina        | 29 | 34 | 7  | 15 | 12 | 30 | 40 | -10 |
|  | 15.  | Fontanafredda     | 29 | 34 | 8  | 13 | 13 | 21 | 32 | -11 |
|  | 16.  | Mira              | 26 | 34 | 7  | 12 | 15 | 27 | 37 | -10 |
|  | 17.  | Sedico            | 24 | 34 | 7  | 10 | 17 | 23 | 43 | -20 |
|  | 18.  | Pordenone         | 22 | 34 | 6  | 10 | 18 | 17 | 48 | -31 |

Legenda:
      Promosso in Serie C2 1990-1991.
      Retrocessa in Promozione 1990-1991.
Regolamento:
Due punti a vittoria, uno a pareggio, zero a sconfitta.
Pari merito in caso di pari punti.
Spareggio in caso di pari punti in zona promozione e/o retrocessione.

### Spareggio

#### Spareggio salvezza
Opitergina e Fontanafredda terminarono a pari punti. Si rese necessario uno spareggio.
|            | Risultati |               | Luogo e data                |
| ---------- | --------- | ------------- | --------------------------- |
| Opitergina | 1-0       | Fontanafredda | Portogruaro, 13 maggio 1990 |
|            |           |               |                             |

## Girone E
La Virtus Roteglia è una rappresentativa della città di Castellarano.
Il Bozzano è una rappresentativa della città di Massarosa.
Il Tuttocalzatura è una rappresentativa della città di Castelfranco di Sotto.
La Big Blu Castellina è una rappresentativa di Castellina in Chianti.

### Classifica finale
|  | Pos. | Squadra             | Pt | G  | V  | N  | P  | GF | GS | DR  |
|  | ---- | ------------------- | -- | -- | -- | -- | -- | -- | -- | --- |
|  | 1.   | Viareggio           | 53 | 34 | 24 | 5  | 5  | 48 | 15 | +33 |
|  | 2.   | Pistoiese           | 49 | 34 | 20 | 9  | 5  | 56 | 18 | +38 |
|  | 3.   | Crevalcore          | 40 | 34 | 13 | 14 | 7  | 28 | 20 | +8  |
|  | 4.   | Reggiolo            | 38 | 34 | 11 | 16 | 7  | 33 | 24 | +9  |
|  | 4.   | Sestese             | 38 | 34 | 10 | 18 | 6  | 28 | 20 | +8  |
|  | 6.   | Brescello           | 37 | 34 | 11 | 15 | 8  | 35 | 24 | +11 |
|  | 6.   | Bozzano             | 37 | 34 | 8  | 21 | 5  | 30 | 22 | +8  |
|  | 8.   | Grosseto            | 34 | 34 | 10 | 14 | 10 | 28 | 34 | -6  |
|  | 9.   | Colorno             | 32 | 34 | 8  | 16 | 10 | 30 | 30 | 0   |
|  | 10.  | Colligiana          | 31 | 34 | 7  | 17 | 10 | 20 | 24 | -4  |
|  | 10.  | Virtus Roteglia     | 31 | 34 | 7  | 17 | 10 | 29 | 36 | -7  |
|  | 10.  | Pontassieve         | 31 | 34 | 7  | 17 | 10 | 27 | 35 | -8  |
|  | 10.  | Tuttocalzatura      | 31 | 34 | 10 | 11 | 13 | 27 | 40 | -13 |
|  | 14.  | Bibbienese          | 30 | 34 | 6  | 18 | 10 | 19 | 28 | -9  |
|  | 15.  | Big Blu Castellina  | 30 | 34 | 6  | 18 | 10 | 18 | 26 | -8  |
|  | 16.  | Castel San Pietro   | 28 | 34 | 6  | 16 | 12 | 23 | 30 | -7  |
|  | 17.  | Mirandolese         | 25 | 34 | 8  | 9  | 17 | 32 | 52 | -20 |
|  | 18.  | Intercomunale Vinci | 17 | 34 | 3  | 11 | 20 | 15 | 48 | -33 |

Legenda:
      Promosso in Serie C2 1990-1991.
      Retrocessa in Promozione 1990-1991.
Regolamento:
Due punti a vittoria, uno a pareggio, zero a sconfitta.
Pari merito in caso di pari punti.
Spareggio in caso di pari punti in zona promozione e/o retrocessione.

### Spareggi

#### Spareggio salvezza
Bibbienese e Big Blu Castellina terminarono a pari punti. Si rese necessario uno spareggio.
|            | Risultati |                    | Luogo e data |
| ---------- | --------- | ------------------ | ------------ |
| Bibbienese | 1-0       | Big Blu Castellina | ?, ? 1990    |
|            |           |                    |              |

## Girone F
La Castelfrettese è una rappresentativa della frazione di Castelferretti, nel comune di Falconara Marittima. 
Il nome dell'Audax Piobbico per questa stagione era "Audax Carmes Piobbico".

### Classifica finale
|  | Pos. | Squadra          | Pt | G  | V  | N  | P  | GF | GS | DR  |
|  | ---- | ---------------- | -- | -- | -- | -- | -- | -- | -- | --- |
|  | 1.   | Imola            | 52 | 34 | 21 | 10 | 3  | 51 | 18 | +33 |
|  | 2.   | Gualdo           | 52 | 34 | 21 | 10 | 3  | 57 | 19 | +38 |
|  | 3.   | Bastia           | 41 | 34 | 13 | 15 | 6  | 34 | 23 | +11 |
|  | 3.   | Narnese          | 41 | 34 | 15 | 11 | 8  | 36 | 28 | +8  |
|  | 5.   | San Marino       | 35 | 34 | 8  | 19 | 7  | 37 | 30 | +7  |
|  | 5.   | Audax Piobbico   | 35 | 34 | 11 | 13 | 10 | 32 | 36 | -4  |
|  | 7.   | Urbino           | 33 | 34 | 8  | 17 | 9  | 26 | 26 | 0   |
|  | 7.   | Urbania          | 33 | 34 | 11 | 11 | 12 | 35 | 36 | -1  |
|  | 7.   | Ellera           | 33 | 34 | 9  | 15 | 10 | 26 | 29 | -3  |
|  | 7.   | Faenza           | 33 | 34 | 10 | 13 | 11 | 31 | 35 | -4  |
|  | 11.  | Russi            | 31 | 34 | 10 | 11 | 13 | 31 | 29 | +2  |
|  | 11.  | Cattolica        | 31 | 34 | 9  | 13 | 12 | 30 | 32 | -2  |
|  | 11.  | Tolentino        | 31 | 34 | 10 | 11 | 13 | 36 | 40 | -4  |
|  | 11.  | Vadese           | 31 | 34 | 8  | 15 | 11 | 24 | 32 | -8  |
|  | 15.  | Castelfrettese   | 30 | 34 | 9  | 12 | 13 | 36 | 50 | -14 |
|  | 16.  | Assisi Angelana  | 28 | 34 | 7  | 14 | 13 | 30 | 37 | -7  |
|  | 16.  | Santarcangiolese | 28 | 34 | 7  | 14 | 13 | 29 | 38 | -9  |
|  | 18.  | Julia Spello     | 14 | 34 | 1  | 12 | 21 | 16 | 59 | -43 |

Legenda:
      Promosso in Serie C2 1990-1991.
      Retrocessa in Promozione 1990-1991.
Regolamento:
Due punti a vittoria, uno a pareggio, zero a sconfitta.
Pari merito in caso di pari punti.
Spareggio in caso di pari punti in zona promozione e/o retrocessione.
Note:
A fine campionato l'Imola si fonde con altra società cede il proprio titolo sportivo. L'A.C. Imola è radiata dai ruoli FIGC e le viene revocata la promozione per delibera FIGC del Consiglio Federale del 27 luglio 1990. In seguito l'A.S. Imola, sorta dalla fusione, si iscrive in Serie D.

### Spareggi

#### Spareggio promozione
|       | Risultati |        | Luogo e data         |
| ----- | --------- | ------ | -------------------- |
| Imola | 1-0 (dts) | Gualdo | Fano, 13 maggio 1990 |
|       |           |        |                      |

## Girone G

### Classifica finale
|  | Pos. | Squadra        | Pt | G  | V  | N  | P  | GF | GS | DR  |
|  | ---- | -------------- | -- | -- | -- | -- | -- | -- | -- | --- |
|  | 1.   | Pro Vasto      | 47 | 34 | 16 | 15 | 3  | 42 | 18 | +24 |
|  | 2.   | Molfetta       | 44 | 34 | 18 | 8  | 8  | 43 | 20 | +23 |
|  | 3.   | Sulmona        | 43 | 34 | 14 | 15 | 5  | 38 | 22 | +16 |
|  | 4.   | Pineto         | 40 | 34 | 13 | 14 | 7  | 37 | 24 | +13 |
|  | 5.   | Montegranaro   | 39 | 34 | 15 | 9  | 10 | 46 | 36 | +10 |
|  | 6.   | Termoli        | 38 | 34 | 11 | 16 | 7  | 36 | 28 | +8  |
|  | 7.   | Fermana        | 36 | 34 | 9  | 18 | 7  | 35 | 35 | 0   |
|  | 8.   | L’Aquila       | 34 | 34 | 9  | 16 | 9  | 29 | 24 | +5  |
|  | 8.   | Bitonto        | 34 | 34 | 10 | 14 | 10 | 26 | 28 | -2  |
|  | 8.   | Sangiorgese    | 34 | 34 | 12 | 10 | 12 | 36 | 40 | -4  |
|  | 11.  | Monturanese    | 33 | 34 | 8  | 17 | 9  | 19 | 20 | -1  |
|  | 12.  | Penne          | 31 | 34 | 8  | 15 | 11 | 33 | 32 | +1  |
|  | 12.  | Santegidiese   | 31 | 34 | 7  | 17 | 10 | 26 | 32 | -6  |
|  | 14.  | Manfredonia    | 30 | 34 | 9  | 12 | 13 | 34 | 39 | -5  |
|  | 15.  | Raiano         | 29 | 34 | 8  | 13 | 13 | 23 | 31 | -8  |
|  | 16.  | Corato         | 28 | 34 | 5  | 18 | 11 | 18 | 31 | -13 |
|  | 17.  | Tortoreto Lido | 27 | 34 | 7  | 13 | 14 | 24 | 45 | -21 |
|  | 18.  | Bellante       | 14 | 34 | 4  | 6  | 24 | 16 | 56 | -40 |

Legenda:
      Promosso in Serie C2 1990-1991.
      Retrocessa in Promozione 1990-1991.
Regolamento:
Due punti a vittoria, uno a pareggio, zero a sconfitta.
Pari merito in caso di pari punti.
Spareggio in caso di pari punti in zona promozione e/o retrocessione.
Note:
Il Molfetta è stato poi ammesso in Serie C2 1990-1991 a completamento organici.

## Girone H
L'Ozierese è una rappresentativa della città di Ozieri.

### Classifica finale
|  | Pos. | Squadra          | Pt | G  | V  | N  | P  | GF | GS | DR  |
|  | ---- | ---------------- | -- | -- | -- | -- | -- | -- | -- | --- |
|  | 1.   | Astrea           | 51 | 34 | 20 | 11 | 3  | 59 | 20 | +39 |
|  | 2.   | Anguillara       | 45 | 34 | 18 | 9  | 7  | 58 | 25 | +33 |
|  | 3.   | Acilia           | 43 | 34 | 13 | 17 | 4  | 36 | 22 | +14 |
|  | 4.   | Ilvamaddalena    | 41 | 34 | 14 | 13 | 7  | 43 | 24 | +19 |
|  | 5.   | Pomezia          | 40 | 34 | 13 | 14 | 7  | 35 | 26 | +9  |
|  | 6.   | Nuorese          | 38 | 34 | 13 | 12 | 9  | 41 | 32 | +9  |
|  | 7.   | Viterbese        | 37 | 34 | 13 | 11 | 10 | 39 | 30 | +9  |
|  | 7.   | Rieti            | 37 | 34 | 13 | 11 | 10 | 27 | 27 | 0   |
|  | 9.   | Calangianus      | 33 | 34 | 13 | 7  | 14 | 36 | 44 | -8  |
|  | 10.  | Civitavecchia    | 32 | 34 | 8  | 16 | 10 | 21 | 19 | +2  |
|  | 11.  | San Marco Cabras | 30 | 34 | 9  | 12 | 13 | 19 | 32 | -13 |
|  | 11.  | Ozierese         | 30 | 34 | 9  | 12 | 13 | 25 | 40 | -15 |
|  | 13.  | Carbonia         | 29 | 34 | 12 | 8  | 14 | 32 | 37 | -5  |
|  | 13.  | Gialeto          | 29 | 34 | 7  | 15 | 12 | 22 | 29 | -7  |
|  | 15.  | Tharros          | 28 | 34 | 8  | 12 | 14 | 33 | 53 | -20 |
|  | 16.  | ALMAS            | 27 | 34 | 8  | 11 | 15 | 20 | 34 | -14 |
|  | 17.  | Fertilia         | 21 | 34 | 5  | 11 | 18 | 26 | 46 | -20 |
|  | 18.  | Mobil Clam Pirri | 18 | 34 | 4  | 10 | 20 | 22 | 54 | -32 |

Legenda:
      Promosso in Serie C2 1990-1991.
      Retrocessa in Promozione 1990-1991.
Regolamento:
Due punti a vittoria, uno a pareggio, zero a sconfitta.
Pari merito in caso di pari punti.
Spareggio in caso di pari punti in zona promozione e/o retrocessione.
Note:
Il Tharros e l'ALMAS son state poi riammesse nel Campionato Interregionale 1990-1991.

## Girone I

### Classifica finale
|  | Pos. | Squadra        | Pt | G  | V  | N  | P  | GF | GS | DR  |
|  | ---- | -------------- | -- | -- | -- | -- | -- | -- | -- | --- |
|  | 1.   | Formia (-2)    | 49 | 34 | 19 | 13 | 2  | 40 | 12 | +28 |
|  | 2.   | Cynthia        | 49 | 34 | 18 | 13 | 3  | 57 | 21 | +36 |
|  | 3.   | Tivoli         | 45 | 34 | 16 | 13 | 5  | 50 | 21 | +29 |
|  | 4.   | VJS Velletri   | 39 | 34 | 11 | 17 | 6  | 34 | 26 | +8  |
|  | 4.   | Luco dei Marsi | 39 | 34 | 13 | 13 | 8  | 28 | 26 | +2  |
|  | 6.   | Avezzano       | 37 | 34 | 14 | 9  | 11 | 36 | 33 | +3  |
|  | 7.   | Vis Sezze      | 36 | 34 | 12 | 12 | 10 | 30 | 27 | +3  |
|  | 8.   | Isola Liri     | 34 | 34 | 13 | 8  | 13 | 38 | 37 | +1  |
|  | 9.   | Sora           | 33 | 34 | 11 | 11 | 12 | 28 | 18 | +10 |
|  | 9.   | Pro Cisterna   | 33 | 34 | 11 | 11 | 12 | 34 | 35 | -1  |
|  | 11.  | Fondana        | 32 | 34 | 10 | 12 | 12 | 33 | 33 | 0   |
|  | 11.  | Real Aversa    | 32 | 34 | 10 | 12 | 12 | 31 | 35 | -4  |
|  | 13.  | Afragolese     | 31 | 34 | 10 | 11 | 13 | 28 | 31 | -3  |
|  | 14.  | Cassino        | 31 | 34 | 8  | 15 | 11 | 25 | 33 | -8  |
|  | 15.  | Maddalonese    | 31 | 34 | 10 | 11 | 13 | 34 | 43 | -9  |
|  | 16.  | Valmontone     | 29 | 34 | 10 | 9  | 15 | 27 | 36 | -9  |
|  | 17.  | Gladiator      | 21 | 34 | 5  | 11 | 18 | 21 | 50 | -29 |
|  | 18.  | Giugliano      | 9  | 34 | 0  | 9  | 25 | 19 | 76 | -57 |

Legenda:
      Promosso in Serie C2 1990-1991.
      Retrocessa in Promozione 1990-1991.
Regolamento:
Due punti a vittoria, uno a pareggio, zero a sconfitta.
Pari merito in caso di pari punti.
Scontri diretti per definire le due peggiori classificate in gruppi di tre e più squadre a pari merito che devono disputare lo spareggio retrocessione.
Spareggio in caso di pari punti in zona promozione e/o retrocessione.
Note:
Il Formia ha scontato 2 punti di penalizzazione.
Il Valmontone è stato poi riammesso nel Campionato Interregionale 1990-1991.

### Spareggi

#### Spareggio promozione
Formia e Cynthia terminarono il campionato a pari punti. Si rese necessario uno spareggio. 
|        | Risultati |         | Luogo e data              |
| ------ | --------- | ------- | ------------------------- |
| Formia | 1-0       | Cynthia | Frosinone, 13 maggio 1990 |
|        |           |         |                           |

#### Spareggio salvezza
Policassino e Maddalonese terminarono il campionato a pari punti. Si rese necessario uno spareggio.
|             | Risultati |             | Luogo e data               |
| ----------- | --------- | ----------- | -------------------------- |
| Policassino | 1-0       | Maddalonese | Campobasso, 13 maggio 1990 |
|             |           |             |                            |

## Girone L

### Classifica finale
|  | Pos. | Squadra             | Pt | G  | V  | N  | P  | GF | GS | DR  |
|  | ---- | ------------------- | -- | -- | -- | -- | -- | -- | -- | --- |
|  | 1.   | Sangiuseppese       | 53 | 34 | 23 | 7  | 4  | 64 | 17 | +47 |
|  | 2.   | Pro Italia Galatina | 49 | 34 | 19 | 11 | 4  | 45 | 22 | +23 |
|  | 3.   | Massafra            | 40 | 34 | 14 | 12 | 8  | 42 | 24 | +18 |
|  | 3.   | Matino              | 40 | 34 | 16 | 8  | 10 | 37 | 21 | +16 |
|  | 5.   | Matera              | 38 | 34 | 13 | 12 | 9  | 42 | 29 | +13 |
|  | 6.   | Noci                | 35 | 34 | 12 | 11 | 11 | 26 | 20 | +6  |
|  | 7.   | Solofra             | 34 | 34 | 11 | 12 | 11 | 36 | 37 | -1  |
|  | 7.   | Benevento           | 34 | 34 | 10 | 14 | 10 | 30 | 35 | -5  |
|  | 9.   | Francavilla         | 33 | 34 | 9  | 15 | 10 | 31 | 31 | 0   |
|  | 9.   | Tricase             | 33 | 34 | 10 | 13 | 11 | 24 | 27 | -3  |
|  | 9.   | Acerrana            | 33 | 34 | 8  | 17 | 9  | 22 | 26 | -4  |
|  | 12.  | Scafatese           | 32 | 34 | 10 | 12 | 12 | 22 | 27 | -5  |
|  | 12.  | Nocerina            | 32 | 34 | 10 | 12 | 12 | 27 | 35 | -8  |
|  | 12.  | Toma Maglie         | 32 | 34 | 9  | 14 | 11 | 28 | 39 | -11 |
|  | 15.  | Grottaglie          | 31 | 34 | 8  | 15 | 11 | 28 | 32 | -4  |
|  | 16.  | Ostuni              | 24 | 34 | 5  | 14 | 15 | 20 | 42 | -22 |
|  | 17.  | Palmese             | 22 | 34 | 5  | 12 | 17 | 22 | 43 | -21 |
|  | 18.  | Noicattaro          | 17 | 34 | 5  | 7  | 22 | 24 | 63 | -39 |

Legenda:
      Promosso in Serie C2 1990-1991.
      Retrocessa in Promozione 1990-1991.
Regolamento:
Due punti a vittoria, uno a pareggio, zero a sconfitta.
Pari merito in caso di pari punti.
Spareggio in caso di pari punti in zona promozione e/o retrocessione.

## Girone M
Il Praia è una compagine di Praia a Mare.

### Classifica finale
|  | Pos. | Squadra            | Pt | G  | V  | N  | P  | GF | GS  | DR  |
|  | ---- | ------------------ | -- | -- | -- | -- | -- | -- | --- | --- |
|  | 1.   | Savoia             | 53 | 34 | 21 | 11 | 2  | 63 | 16  | +47 |
|  | 2.   | AC Stabia          | 51 | 34 | 20 | 11 | 3  | 68 | 23  | +45 |
|  | 3.   | Pisticci           | 42 | 34 | 17 | 8  | 9  | 53 | 32  | +21 |
|  | 3.   | Juventus Stabia    | 42 | 34 | 14 | 14 | 6  | 46 | 28  | +18 |
|  | 3.   | Sportiva Cariatese | 42 | 34 | 14 | 14 | 6  | 31 | 19  | +12 |
|  | 6.   | Praia              | 38 | 34 | 13 | 12 | 9  | 44 | 29  | +15 |
|  | 6.   | Cirò Marina        | 38 | 34 | 13 | 12 | 9  | 34 | 37  | -3  |
|  | 8.   | Ebolitana          | 34 | 34 | 10 | 14 | 10 | 36 | 29  | +7  |
|  | 9.   | Rende              | 33 | 34 | 10 | 13 | 11 | 31 | 30  | +1  |
|  | 10.  | Policoro           | 32 | 34 | 12 | 8  | 14 | 44 | 30  | +14 |
|  | 10.  | Sorrento           | 32 | 34 | 8  | 16 | 10 | 23 | 29  | -6  |
|  | 10.  | Portici            | 32 | 34 | 9  | 14 | 11 | 29 | 38  | -9  |
|  | 13.  | Nuova Rosarnese    | 30 | 34 | 9  | 12 | 13 | 37 | 38  | -1  |
|  | 14.  | Acri               | 28 | 34 | 7  | 14 | 13 | 31 | 32  | -1  |
|  | 15.  | Siderno            | 25 | 34 | 7  | 11 | 16 | 32 | 41  | -9  |
|  | 15.  | Audax Ravagnese    | 25 | 34 | 7  | 11 | 16 | 30 | 54  | -24 |
|  | 17.  | Valdiano 85 (-2)   | 23 | 34 | 7  | 11 | 16 | 15 | 51  | -36 |
|  | 18.  | Chiaravalle (-1)   | 9  | 34 | 3  | 4  | 27 | 11 | 102 | -91 |

Legenda:
      Promosso in Serie C2 1990-1991.
      Retrocessa in Promozione 1990-1991.
Regolamento:
Due punti a vittoria, uno a pareggio, zero a sconfitta.
Pari merito in caso di pari punti.
Spareggio in caso di pari punti in zona promozione e/o retrocessione.
Note:
Il Vadiano ha scontato 2 punti di penalizzazione.
Il Chiaravalle ha scontato 1 punto di penalizzazione.

## Girone N

### Classifica finale
|  | Pos. | Squadra               | Pt | G  | V  | N  | P  | GF | GS  | DR  |
|  | ---- | --------------------- | -- | -- | -- | -- | -- | -- | --- | --- |
|  | 1.   | Enna                  | 51 | 34 | 21 | 9  | 4  | 41 | 12  | +29 |
|  | 2.   | Partinicaudace        | 46 | 34 | 16 | 14 | 4  | 39 | 12  | +27 |
|  | 3.   | Gangi                 | 42 | 34 | 16 | 10 | 8  | 53 | 32  | +21 |
|  | 4.   | Agrigento Hinterland  | 39 | 34 | 13 | 13 | 8  | 38 | 25  | +13 |
|  | 5.   | Marsala               | 38 | 34 | 15 | 8  | 11 | 33 | 26  | +7  |
|  | 6.   | Mazara                | 37 | 34 | 14 | 9  | 11 | 44 | 34  | +10 |
|  | 6.   | Scicli                | 37 | 34 | 13 | 11 | 10 | 32 | 23  | +9  |
|  | 8.   | Palermolympia         | 35 | 34 | 11 | 13 | 10 | 45 | 31  | +14 |
|  | 9.   | Comiso                | 33 | 34 | 8  | 17 | 9  | 30 | 31  | -1  |
|  | 9.   | Niscemi               | 33 | 34 | 10 | 13 | 11 | 26 | 27  | -1  |
|  | 11.  | Folgore Castelvetrano | 32 | 34 | 10 | 12 | 12 | 24 | 27  | -3  |
|  | 11.  | Termitana             | 32 | 34 | 12 | 8  | 14 | 26 | 31  | -5  |
|  | 13.  | Ragusa                | 31 | 34 | 11 | 9  | 14 | 41 | 35  | +6  |
|  | 14.  | Juventina Gela (-4)   | 31 | 34 | 10 | 15 | 9  | 36 | 28  | +8  |
|  | 15.  | Caltagirone           | 31 | 34 | 10 | 11 | 13 | 33 | 29  | +4  |
|  | 16.  | Bagheria              | 27 | 34 | 10 | 7  | 17 | 25 | 49  | -24 |
|  | 17.  | Aci Sant'Antonio      | 20 | 34 | 6  | 8  | 20 | 25 | 41  | -16 |
|  | 18.  | Paternò (-2)          | 11 | 34 | 3  | 7  | 24 | 7  | 105 | -98 |

Legenda:
      Promosso in Serie C2 1990-1991.
      Retrocessa in Promozione 1990-1991.
Regolamento:
Due punti a vittoria, uno a pareggio, zero a sconfitta.
Pari merito in caso di pari punti.
Scontri diretti per definire le due peggiori classificate in gruppi di tre e più squadre a pari merito che devono disputare lo spareggio retrocessione.
Spareggio in caso di pari punti in zona promozione e/o retrocessione.
Note:
La Juventina Gela ha scontato 4 punti di penalizzazione.
Il Paternò ha scontato 2 punti di penalizzazione.

### Spareggi

#### Spareggio retrocessione
Juventina Gela e Caltagirone terminarono il campionato a pari punti. Si rese necessario uno spareggio.
|                | Risultati |             | Luogo e data            |
| -------------- | --------- | ----------- | ----------------------- |
| Juventina Gela | 2-0       | Caltagirone | Niscemi, 13 Maggio 1990 |
|                |           |             |                         |

## Trofeo Jacinto
Tra le 12 promosse alla categoria superiore si è disputato il Trofeo Jacinto, che è stato vinto dall'Enna al suo primo titolo.